# Robinson Rock
Der Robinson Rock ist ein vom Meer überspülter Rifffelsen im südlichen Indischen Ozean. Er liegt nördlich des Black Rock und von Morgan Island.
Benannt ist der Felsen nach James William Robinson, Kapitän der Bark Offley aus Tasmanien, die 1859 unter Kapitän Robinson für den Walfang in den Gewässern um Heard operierte.